# Хоэнкирхен (Мекленбург)
Хоэнкирхен (нем. Hohenkirchen) — община в Германии, в земле Мекленбург-Передняя Померания.
Входит в состав района Северо-Западный Мекленбург. Подчиняется управлению Клютцер Винкель. Население составляет 1437 человек (на 31 декабря 2010 года). Занимает площадь 40,98 км².